# Innervisions
Innervisions (рус. Внутренние видения) — шестнадцатый студийный альбом американского музыканта Стиви Уандера, выпущенный 3 августа 1973 года лейблом Motown Records, один из альбомов его «классического периода». Девять треков в альбоме охватывают широкий круг проблем и вопросов: злоупотребление наркотиками в «Too High», социальные проблемы в «Living for the City», тема любви в балладах «All in Love Is Fair» и «Golden Lady».
Так же, как и в большинстве альбомов Стиви Уандера, авторство и продюсирование Innervisions — почти полностью его собственная работа. На протяжении всего альбома заметно использование синтезатора ARP, который был общим мотивом для всех музыкантов того времени. Уандер стал первым чернокожим музыкантом, который экспериментировал с этой технологией в массовом масштабе, и Innervisions имел большое влияние на все последующие коммерческие релизы «чёрной» музыки. Уандер также играл на всех или практически всех музыкальных инструментах при записи шести из девяти треков в альбоме. Эта пластинка является первой полностью написанной Уандером.

## Автокатастрофа 6 августа
Через три дня после коммерческого релиза Innervisions Уандер давал концерт в городе Гринвилл, штат Южная Каролина. На обратном пути Уандер заснул на переднем сидении, за рулём был его друг Джон Харрис; они двигались по извилистой дороге. Навстречу им двигался грузовик, перевозивший брёвна. Внезапно водитель грузовика нажал на тормоз, брёвна полетели вниз, и одно из них ударило Уандера прямо в лоб. В течение четырёх дней он пребывал в коме, вызванной ушибом мозга.
После аварии Стиви Уандер полностью потерял обоняние. Он боялся того, что также утратил возможность играть на музыкальных инструментах, но этого не случилось. Лечение и восстановление заняло более года, и случившееся полностью изменило мировоззрение Уандера: он считал, что это был второй шанс, данный ему для того, чтобы он ценил жизнь и делал что-то большее.

## Реакция критики
Несмотря на то, что альбом был записан и выпущен до автокатастрофы, большинство людей соотносили его именно с быстрым выздоровлением музыканта. Так же, как и предыдущие альбомы Music of My Mind и Talking Book, Innervisions был тепло принят большинством критиков. Универсальные музыкальные способности Уандера получили особенно высокую оценку. В газете The New York Times писали: «Стиви идентифицирует себя как бандита и как гения, продюсирует, пишет, аранжирует, поёт и, на нескольких треках, играет на всех музыкальных инструментах. В центре его музыки — звук того, что реально. В плане вокала он остаётся изобретательным и бесстрашным, он поёт всё, что слышит: рок, фолк и все формы „чёрной“ музыки. Общая сумма этих различных компонентов — удивительное знание, потреблённое и затем разделённое артистом, который достаточно свободен для того, чтобы делать и то, и другое».
Многие другие также отмечали разнообразие музыкальных стилей и тем, представленных в альбоме. Рецензент из Playboy писал: «Innervisions — прекрасное слияние лирического и дидактического, которое рассказывает нам о слепом мире, в котором Стиви обитает с глубиной музыкального понимания того, что является удивительным. Уандер, кажется, говорит, что все люди обманывают себя, но должны выплачивать свои взносы и экзистенциально принимать настоящее. „Сегодня не вчера / У всех вещей есть своей конец“, говорит Стиви в песне „Visions“, ключевом мотиве альбома — довольно серьёзном, гармонично ярком. Здесь много разной музыки — латиноамериканская музыка, регги и даже намёк на Джонни Мэтиса, но это всё — Стиви, безошибочно».
Некоторые рецензенты были менее восторженны. Обозреватель из Circus посчитал, что в альбоме было мало запоминающегося материала: «Стиви собрал концептуальный альбом из однородной музыки и довольно типичных текстов. В отличие от двух предыдущих альбомов, здесь нет по-настоящему слабых мест, но также на Innervisions нет песен, которые являются действительно выдающимися — здесь нет „Superstition“, здесь нет „I Believe (When I Fall in Love It Will Be Forever)“. Построив прочный фундамент для дальнейшей работы, Стиви снизил потолок».
В 1974 году Innervisions получил премию «Грэмми» как лучший альбом года, а песня «Living for the City» была признана лучшей песней в стиле ритм-н-блюз.

## Коммерческий успех
Альбом дебютировал в альбомном чарте Billboard 18 августа 1973 года на 85-й строчке, после чего каждую неделю поднимался выше — 22-е место, 14-е, 9-е, 6-е и, наконец, 15 сентября альбом достиг своей пиковой позиции — 4-е место. В первой двадцатке альбом оставался до конца года. Innervisions также добился большого успеха в Великобритании и стал первым альбомом Стиви Уандера, который достиг первой десятки британского альбомного чарта (его высшей позицией было 8-е место).
Из альбома были выпущены три сингла: «Higher Ground» достиг 4-й строчки в конце октября 1973 года, «Living for the City» — 8-е место в январе 1974 года (оба сингла возглавляли R&B-чарт). «Don’t You Worry ’Bout a Thing» был выпущен в марте и достиг 16-го места в июне. В Великобритании в качестве синглов также были выпущены «Higher Ground» и «Living for the City», но не добились большого успеха. Только третий сингл для Великобритании, «He’s Misstra Know-It-All», достиг первой десятки (пиковой позиций стало 8-е место).
Песня «All in Love Is Fair» позже стала хитом для Барбры Стрейзанд, которая записала её и выпустила в качестве сингла в 1974 году.

## Признание
Поклонниками, критиками и коллегами Innervisions был признан одним из лучших альбомов Стиви Уандера и одним из величайших альбомов в истории музыки. В 2001 году телеканал VH1 поставил этот альбом на 31-е место в списке величайших альбомов. В рейтинге журнала Rolling Stone в 2003 году альбом занял 23-е место.

## Список композиций
| №  | Название              | Длительность |
| -- | --------------------- | ------------ |
| 1. | «Too High»            | 4:36         |
| 2. | «Visions»             | 5:23         |
| 3. | «Living for the City» | 7:22         |
| 4. | «Golden Lady»         | 4:58         |

| №  | Название                        | Длительность |
| -- | ------------------------------- | ------------ |
| 1. | «Higher Ground»                 | 3:42         |
| 2. | «Jesus Children of America»     | 4:10         |
| 3. | «All in Love Is Fair»           | 3:41         |
| 4. | «Don’t You Worry ’bout a Thing» | 4:44         |
| 5. | «He’s Misstra Know-It-All»      | 5:35         |

## Позиции в хит-парадах
| Год       | Хит-парад                           | Высшая позиция | Пребывание |
| --------- | ----------------------------------- | -------------- | ---------- |
| 1973—1974 | Австралия (Kent Music Report)       | 26             | нет данных |
| 1973—1974 | Великобритания (UK Albums Chart)    | 8              | 55 недель  |
| 1973—1974 | Италия (Musica e dischi)            | 20             | 4 недели   |
| 1973—1974 | США (Billboard 200)                 | 4              | 89 недель  |
| 1973—1974 | США (Billboard Soul LP’s)           | 1              | 51 неделя  |
|           |                                     |                |            |
| 1974      | Финляндия (Suomen virallinen lista) | 28             | 1 неделя   |
|           |                                     |                |            |
| 2016      | Франция (SNEP)                      | 145            | 2 недели   |

| Хит-парад (1973)                | Позиция |
| ------------------------------- | ------- |
| Италия (FIMI)                   | 66      |
| США (Billboard Top Soul Albums) | 37      |
| Хит-парад (1974)                | Позиция |
| Канада (RPM Year-End)           | 75      |
| США (Billboard Top Pop Albums)  | 4       |
| США (Billboard Top Soul Albums) | 9       |

## Сертификации
| Регион                                                      | Сертификация | Продажи  |
| ----------------------------------------------------------- | ------------ | -------- |
| Великобритания (BPI)                                        | Золотой      | 100 000^ |
| Канада (Music Canada)                                       | Золотой      | 50 000^  |
| ^ Данные о тиражах приведены только на основе сертификации. |              |          |